# Gastronomía de Guinea
La gastronomía de Guinea incluye los platos tradicionales como el fufu, el mango hervido, plátanos fritos, patatas y pastel de calabaza.

## Ingredientes

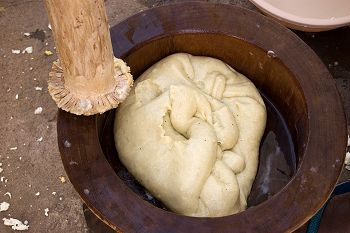
Preparación tradicional de fufu en un mortero y una maja.

El arroz es un alimento básico con preparaciones e ingredientes que varían según la región: 
- Guinea central
- Alta Guinea
- Guinea litoral
- Guinea forestal
- Área de la capital (Conakri).[2]

Forma parte de la gastronomía de África occidental e incluye fufu, arroz jollof, maafe y pan tapalapa. Los ingredientes incluyen hojas de yuca hervidas.
En las zonas rurales, es común que la comida se sirva en grandes platos comunes, que se coma con la mano y afuera de las casas. Rara vez se consume postre. La cocina guineana ha alcanzado cierta popularidad en el extranjero y hay restaurantes guineanos en Nueva York, Estados Unidos.

## Platos

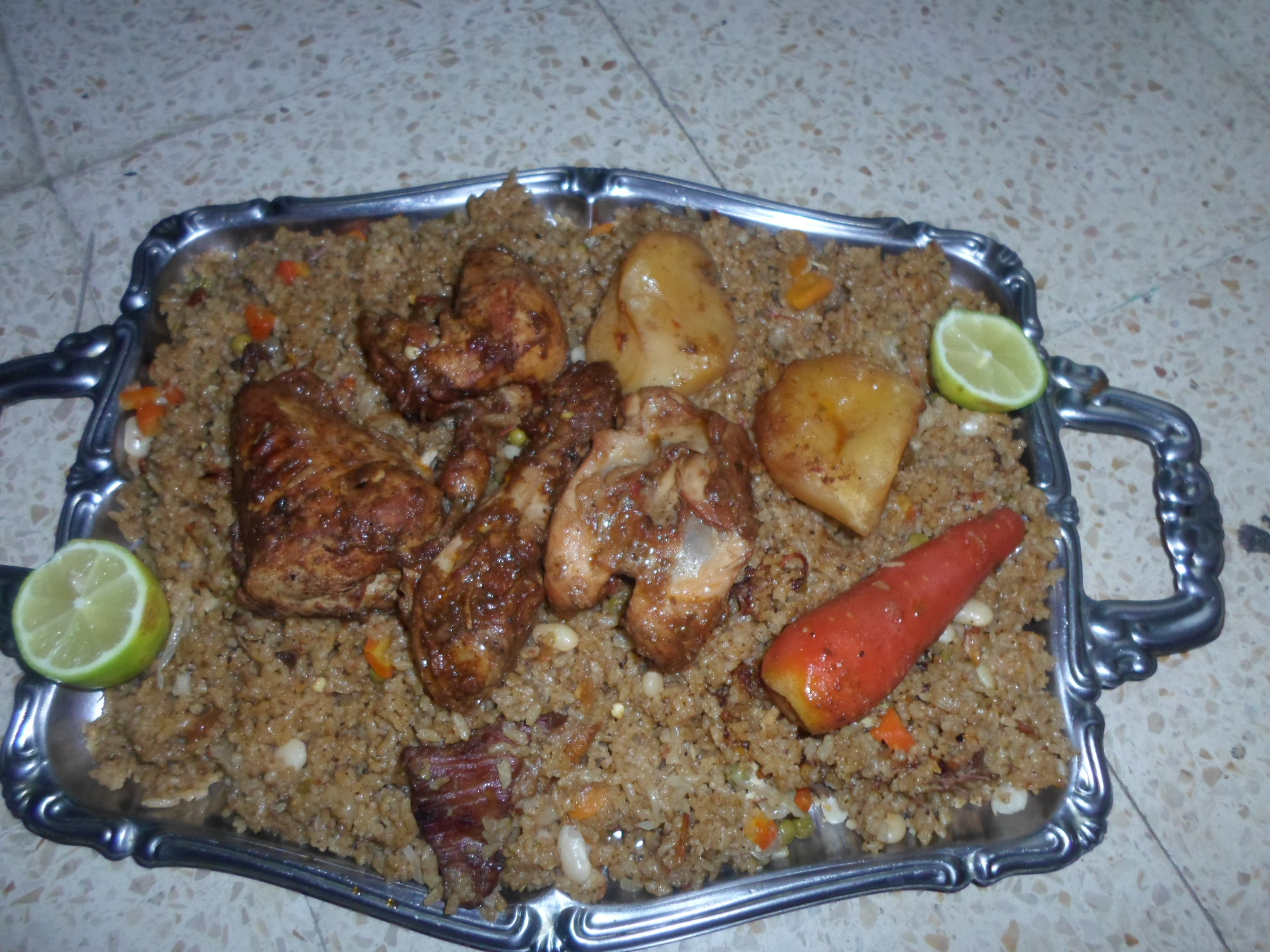
Arroz a la guineana.

Algunos platos tradicionales guineanos son:
- Fufu o to, es un pastel salado con salsa de okra.[2]
- Bouille[1]
- Mango hervido
- Plátanos fritos
- Patates, batatas fritas
- Pastel de calabaza
- Galleta de sésamo
- Bebida de tamarindo
- Thiacri, especie de cuscús y leche dulce
- Poule
- Konkoé, pescado ahumado

## Salsas
Entre las salsas guineanas tradicionales se incluyen:
- Footi
- Maffe tiga, salsa de cacahuete de estilo senegalés
- Maffi gombo, salsa de okra
- Maffi hakko Bantura, salsa de especias con batata)
- Maffi supu
- Salsa d'arrachide o Kansiyé[2]

## Bebidas
Entre las bebidas guineanas tradicionales se incluyen:
- Cerveza de jengibre
- Jus de Bissap, bebida de hibisco
- En zonas no-musulmanas, se consume vino de palma.